# Фінал кубка Німеччини з футболу 1975
Фінал Кубка Німеччини з футболу 1975 — фінальний матч розіграшу кубка Німеччини сезону 1974—1975 відбувся 21 червня 1975 року. У поєдинку зустрілися «Дуйсбург» з однойменного міста та франкфуртський «Айнтрахт». Перемогу з рахунком 1:0 здобув «Айнтрахт».
| Володар Кубка Німеччини 1974—1975            |
| -------------------------------------------- |
|                                              |
| «Айнтрахт» (Франкфурт-на-Майні) Другий титул |

## Учасники
| Клуб       | Участей | Роки (жирним виділено перемоги) |
| ---------- | ------- | ------------------------------- |
| «Айнтрахт» | 2       | 1964, 1974                      |
| «Дуйсбург» | 1       | 1966                            |

## Шлях до фіналу
| Раунд                                                   | Противник              | Рахунок |
| ------------------------------------------------------- | ---------------------- | ------- |
| 1/64                                                    | «Армінія» (Г)          | 3–1     |
| 1/32                                                    | «Уніон» (Золінген) (Г) | 2–1 дч  |
| 1/16                                                    | «Мюльгайм» (Г)         | 3–0     |
| 1/8                                                     | «Бохум» (Д)            | 1–0     |
| 1/4                                                     | «Фортуна» (Кельн) (Д)  | 2–1     |
| 1/2                                                     | «Рот-Вайс» (Ессен) (Д) | 3–1 дч  |
| (Д) = Вдома; (Г) = У гостях; (Н) = На нейтральному полі |                        |         |

| Раунд                                                   | Противник                 | Рахунок |
| ------------------------------------------------------- | ------------------------- | ------- |
| 1/64                                                    | «Блюменталер» (Г)         | 3–1     |
| 1/32                                                    | «Нюрнберг» (Д)            | 3–0     |
| 1/16                                                    | «Баварія» (Мюнхен) (Г)    | 3–2     |
| 1/8                                                     | «Альтона» (Д)             | 7–0     |
| 1/4                                                     | «Вердер» (Г)              | 2–0     |
| 1/2                                                     | «Боруссія» (Дортмунд) (Д) | 2–1 дч  |
| (Д) = Вдома; (Г) = У гостях; (Н) = На нейтральному полі |                           |         |

## Матч

### Деталі
| 21 червня 1975 16:00 (CET) |

| Айнтрахт (Франкфурт-на-Майні) | 1:0      | Дуйсбург |
| ----------------------------- | -------- | -------- |
| Кербель 57'                   | Протокол |          |

| Нідерсахсенштадіон, Ганновер Глядачів: 43 000 Арбітр: Вальтер Горстман |

|  |  |

| В                |  | Гюнтер Вінгольд     |
| З                |  | Віллі Нойбергер     |
| З                |  | Герт Трінклайн      |
| З                |  | Карл-Гайнц Кербель  |
| З                |  | Петер Райхель       |
| ПЗ               |  | Бернд Нікель        |
| ПЗ               |  | Юрген Грабовскі (к) |
| ПЗ               |  | Роланд Вайдле       |
| ПЗ               |  | Клаус Беверунген    |
| Н                |  | Бернд Гельценбайн   |
| Н                |  | Бернд Лоренц        |
| Головний тренер: |  |                     |
| Дітріх Вайзе     |  |                     |

| В                |  | Дітмар Ліндерс    |     |
| З                |  | Бернард Діц       |     |
| З                |  | Міхаель Белла     |     |
| З                |  | Детлеф Пірсіг (к) |     |
| З                |  | Вернер Шнайдер    |     |
| ПЗ               |  | Тео Бюкер         |     |
| ПЗ               |  | Рональд Ворм      |     |
| ПЗ               |  | Клаус Брукманн    | 77' |
| ПЗ               |  | Бернд Леманн      | 69' |
| Н                |  | Рудольф Зелігер   |     |
| Н                |  | Клаус Тіз         |     |
| Заміни:          |  |                   |     |
| З                |  | Кеес Брегман      | 77' |
| ПЗ               |  | Вальтер Краузе    | 69' |
| Головний тренер: |  |                   |     |
| Вілліберт Кремер |  |                   |     |